# Circuito Turístico Verde - Trilha dos Bandeirantes

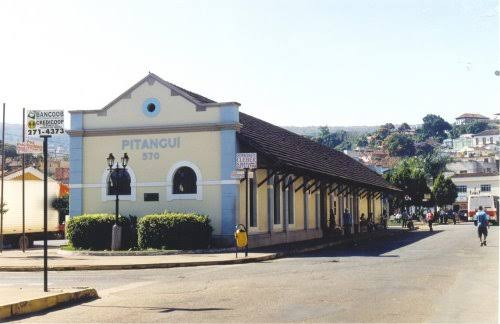

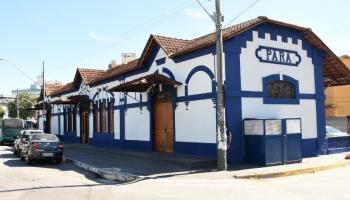

Trilha dos Bandeirantes é um circuito turístico do estado brasileiro de Minas Gerais.

## Localização
Localizado no centro-oeste do estado, o circuito é constituído por quatorze municípios: Bom Despacho, Dores do Indaiá, Igaratinga, Itaúna, Leandro Ferreira, Maravilhas, Moema, Nova Serrana, Onça de Pitangui, Papagaios, Pará de Minas, Pequi, Pitangui e São Gonçalo do Pará.